# Черноручье (Псковская область)
Черноручье — деревня в Ядровской волости Псковского района Псковской области.
Расположена берегу реки Дубина, в 10 км (по дорогам) к юго-востоку от южной границы Пскова и деревни Черёха.
| 2001 | 2002 | 2010 |
| ---- | ---- | ---- |
| 7    | ↗16  | ↘11  |